# スワン (スループ)
スワン (HMAS Swan) はオーストラリア海軍のスループ。グリムスビー級。艦名の由来はスワン川。

## 艦歴
シドニーのコッカトー島工廠で1935年5月1日に起工。1936年3月28日進水。1937年1月21日就役。
第二次世界大戦では護衛や哨戒任務に従事し、オーストラリア海域や大西洋南西部で多くの船団を護衛した。1942年2月19日、日本軍によるダーウィン空襲で損傷した。
1945年9月18日、オーストラリア軍第11師団のEather将軍は「スワン」艦上で伊東武夫将軍からニューアイルランド島の日本軍の降伏を受けた。1945年終わりから1948年8月まで、「スワン」はオーストラリアやニューギニア周辺での掃海活動に従事した。
1950年8月18日に退役。1954年10月から1956年2月にかけて練習艦に改装され、1956年2月10日に再就役した。
1962年9月20日退役。1964年6月5日にスクラップとして売却。